# Фимбрес, Икер
Икер Харет Фимбрес Очоа (исп. Iker Jareth Fimbres Ochoa; род. 2 июня 2005, Эрмосильо) — мексиканский футболист, атакующий полузащитник клуба «Монтеррей».

## Клубная карьера
Фимбрес — воспитанник клуба «Монтеррей». 20 августа 2023 года в поединке Кубка лиг против американского «Филадельфия Юнион» игрок дебютировал за основной состав. 14 июля 2024 года в матче против «Крус Асуль» он дебютировал в мексиканской Примере. 20 октября в поединке против УАНЛ Тигрес Икер сделал «дубль», забив свои первые голы за «Монтеррей».